# Evaldo Pedro Blauth
Evaldo Pedro Blauth (São Leopoldo, 3 de outubro de 1892 — São Leopoldo, 28 de janeiro de 1963) foi um engenheiro e aviador brasileiro, o primeiro aviador civil brasileiro a receber um brevê.
Formado pela Escola de Engenharia de Porto Alegre, na ausência de escolas de aviação no Brasil, foi para a Alemanha, onde recebeu seu brevê, em 12 de julho de 1914. Lá adquiriu um avião que pretendia trazer para o Brasil, porém o início da Primeira Guerra Mundial fez com que seu avião fosse confiscado pelo governo alemão para ser usado no esforço de guerra.
Regressou da Alemanha, sendo professor da Faculdade Técnica do Rio Grande do Sul e depois funcionário da secretaria da Agricultura, indústria e comércio do estado. Tentou criar um corpo de aviação na Brigada Militar em fins de 1915, sem sucesso. Finalmente, em 1920, junto com João Alves, o segundo piloto brevetado do Rio Grande do Sul, com o apoio do presidente da Sociedade de Tiro n° 4, Otto Wiedmann, foi fundada uma escola de aviação. O primeiro avião, comprado ao aviador inglês Hasset e doado por Wiedmann ao aeroclube, sofreu um acidente devido a problemas mecânicos, depois de dois meses, encerrando as atividades do clube.